# Эль-Вахат
Эль-Вахат (араб. الواحات‎) — административный район в Ливии. Административный центр — город Адждабия. Население 177 047 человек (на 2006 год).

## Географическое положение
На севере Эль-Вахат граничит со следующими муниципалитетами: Эль-Мардж, Бенгази, Эль-Джебал-Эль-Ахдар, Дерна, Эль-Бутнан. На востоке граничит с Египтом. На юге граничит с муниципалитетом Эль-Куфра. На западе с Эль-Джуфра и Сурт.
Эль-Вахат является частью исторической области Киренаика.